# Kagi-Chart

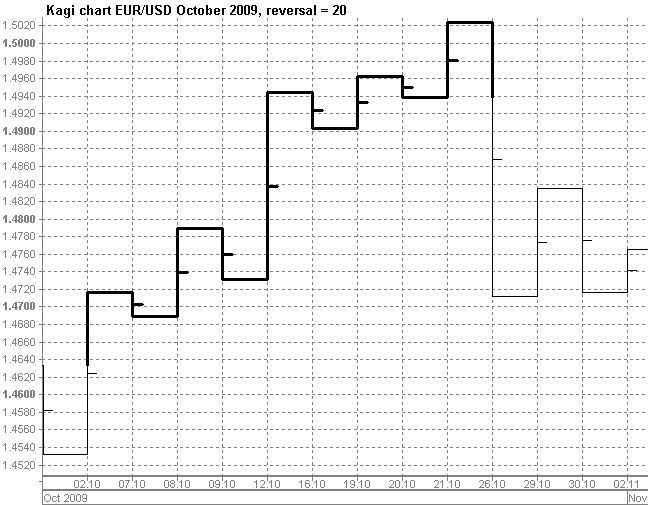
Kagi-Chart zum Währungspaar EUR/USD; Umkehrbetrag: 20 Pips.

Das Kagi-Chart ist ein Diagramm, das in der Technischen Analyse zur Darstellung und Analyse von Kursverläufen eines Basiswerts, z. B. einer Aktie, verwendet wird. Kagi-Charts unterscheiden sich von klassischen Charts wie den Linien- oder Kerzencharts hauptsächlich darin, dass sie keine (lineare) Zeitachse besitzen, sondern ausschließlich die Kursbewegung abbilden.
Im Japanischen beschreibt das Wort Kagi einen Schlüssel (engl. key), daher werden Kagi-Charts auch als Key charts bezeichnet. Ferner ist Hook chart bzw. Haken-Chart bekannt, da der Richtungswechsel im Chart einem kleinen Haken ähnelt.
Ob die Analyse auf Basis von Kagi-Charts – ebenso wie die Technische Analyse allgemein – in der Lage ist, eine Überrendite zu erzielen, wird von Kritikern bezweifelt.

## Geschichte
Es wird angenommen, dass Kagi-Charts in Japan in den 1870er-Jahren entwickelt und angewandt wurden, als an japanischen Börsen der Handel mit Aktien begann. Ursprünglich wurden sie zur Prognose der Preisentwicklung von Reis eingesetzt und fanden dann allgemeinere Verwendung.
In der westlichen Welt waren Kagi-Charts lange weitgehend unbekannt – genauso wie Renko-Charts, u. a. Erst Mitte der 1990er-Jahre wurden sie durch  Steve Nison und sein Standardwerk Beyond Candlesticks auch im Westen populär. Heute können Kagi-Charts mit gängiger Charting-Software erzeugt und dargestellt werden, auch innerhalb von Trading-Plattformen.

## Methodik zum Erstellen des Charts
Ein Kagi-Chart besteht aus einer Reihe von vertikalen Linien, die einzig auf den Schlusskursen des betrachteten notierten Wertpapiers basieren. Der Zeitfaktor wird ignoriert. Die vertikalen Linien besitzen eine Richtung und verlaufen abwechselnd von oben nach unten und umgekehrt. Eine neue vertikale Linie (und damit ein Richtungswechsel) wird begonnen, wenn sich ein Schlusskurs um mehr als einen vordefinierten Umkehrbetrag (reversal amount) vom vorigen unterscheidet. Ansonsten findet kein Richtungswechsel statt; die aktuelle Linie wird – abhängig vom Betrag des Schlusskurses – lediglich in ihrer Richtung evtl. verlängert. 
Bei einem Richtungswechsel wird die neue vertikale Linie rechts angesetzt und durch eine kurze horizontale Linie – der inflection line – mit der vorherigen verbunden.
Die Linienstärke ist entweder dick (Yang-Linie) oder dünn (Yin-Linie). Für einen Wechsel der Linienstärke sind die Extremwerte der vorangegangenen vertikalen Linie maßgebend:
- Eine Yang-Linie ändert sich zu einer Yin-Linie, wenn das Tief der vorangegangenen vertikalen Linie erreicht bzw. unterschritten wird.
- Eine Yin-Linie ändert sich zu einer Yang-Linie, wenn das Hoch der vorangegangenen vertikalen Linie erreicht bzw. überschritten wird.

Die Linien sind zur besseren Darstellung zusätzlich meist farbig: Yin-Linien rot; Yang-Linien blau bzw. schwarz.
Der für die Chart-Konstruktion maßgebliche Umkehrbetrag wird entweder absolut oder prozentual oder in Abhängigkeit von der Average True Range (ATR) – einem Indikator für die Volatilität – angegeben. Ein gängiger Wert ist ein Umkehrbetrag von 4 Prozent.

## Interpretation
Einfache Kauf- und Verkaufssignale basieren auf dem Grundprinzip „Kaufe die Yang-Linie und verkaufe die Yin-Linie.“ Für Analysten sind folglich diejenigen Punkte im Chart relevant, an denen sich die Linienstärke ändert. In der Trader-Praxis ist es üblich, eine oder mehrere Bestätigungen für ein Kauf- und Verkaufssignal abzuwarten, bevor das Signal tatsächlich befolgt wird.